# タイパ・フェリーターミナル

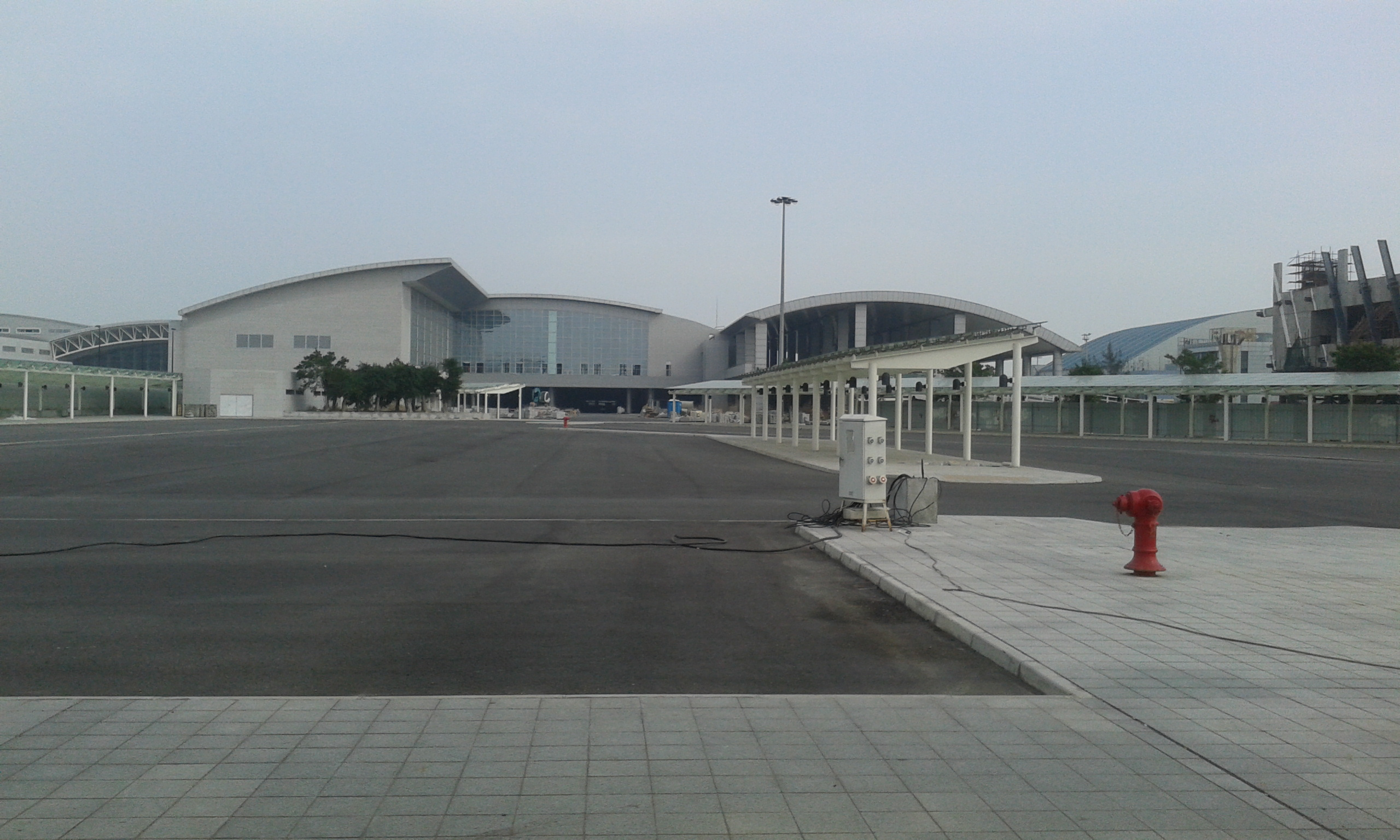
タイパ・フェリーターミナル

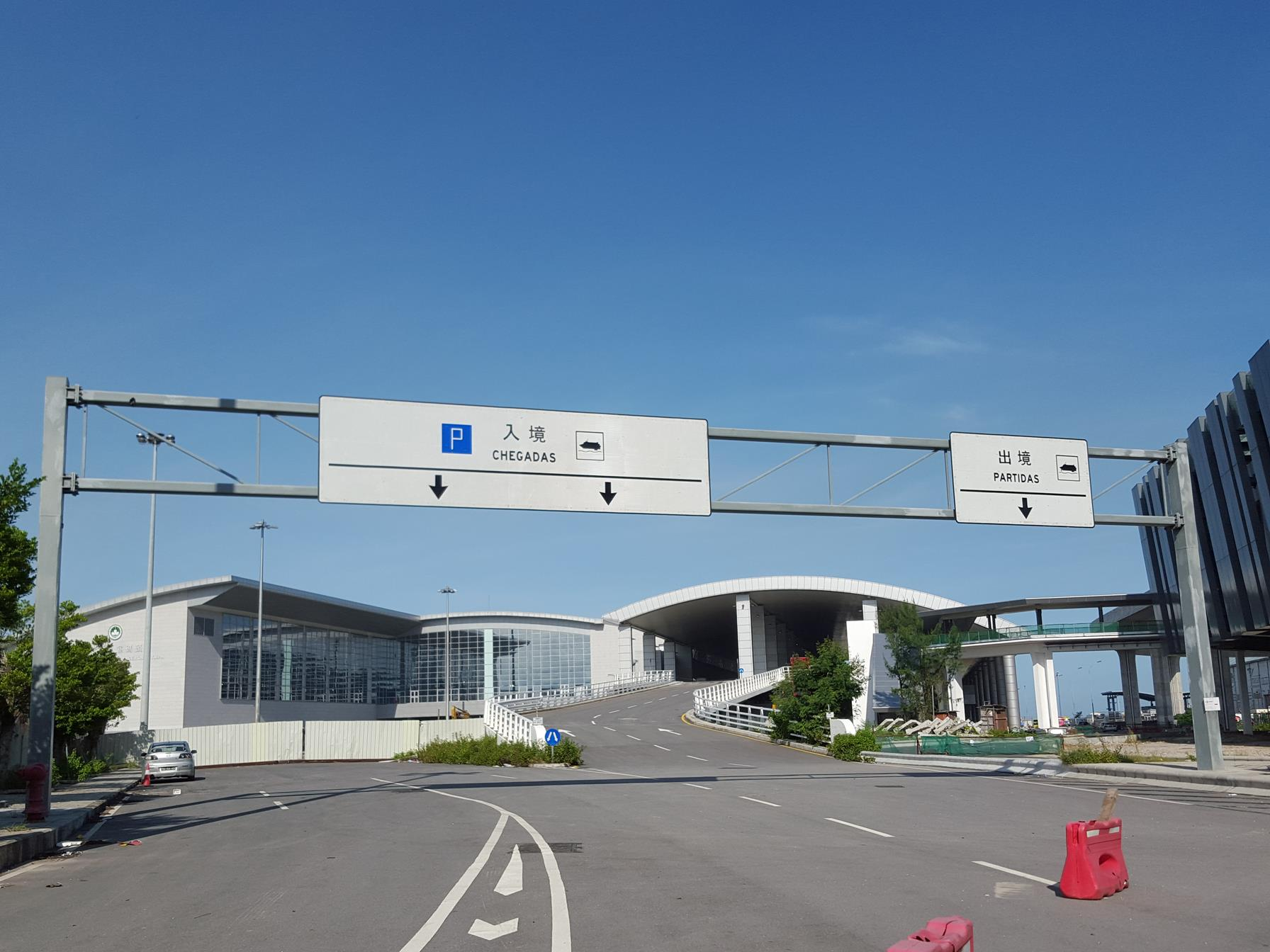
タイパ・フェリーターミナル

タイパ・フェリーターミナルは、マカオ特別行政区嘉模堂区タイパ島にある国際港。マカオ国際空港至近に位置する。

## 利用企業
以下の船舶業者が利用している。
噴射飛航（TurboJET）
- 香港 - 屯門、尖沙咀（九龍）
- 深圳 - 蛇口

金光飛航（コタイジェット）
- 香港 - 上環、屯門
- 深圳 - 蛇口

粤通船務
- 深圳 - 福永（深圳空港）、蛇口

## 交通
前述の通りマカオ国際空港に近いため、下記の公共交通との接続が考慮されている。タクシー乗り場、駐車場も併設される。
バス
公営バスによる複数の路線が発着する他、ホテル・カジノアクセス用無料シャトルバスも運行される。
鉄道（新交通システム）
マカオLRTタイパ線 - タイパ・フェリーターミナル駅 (中国語：氹仔碼頭站、ポルトガル語：Estação do Terminal Marítimo da Taipa）

## 歴史
- 2007年
  - 10月16日 - 仮設ターミナル完成。
  - 11月30日 - 金光飛航、上環便を就航。
  - 12月11日 - 西北航運(廃業)による裁判の影響を受け、上環便一時運休。
- 2008年 1月20日 - 金光飛航便、上環便を再開。
- 2009年 12月15日 - 噴射飛航、香港空港便を就航。
- 2010年
  - 2月7日 - 金光飛航、尖沙咀便を就航。
  - 5月8日 - 金光飛航、香港空港便を就航。
  - 7月8日 - 粤通船務、福永便を就航。
- 2016年 4月12日 - TurboJET、屯門便を就航。
- 2017年
  - 5月18日 - 新ターミナル開業式。
  - 6月1日 - 正式営業開始、仮設ターミナル閉鎖。
- 2019年 12月10日 - マカオLRTタイパ線の開業と同時にタイパ・フェリーターミナル駅開業[1]。